# Huỳnh Quốc Việt
Huỳnh Quốc Việt (sinh ngày 25 tháng 9 năm 1976) là chính trị gia nước Cộng hòa xã hội chủ nghĩa Việt Nam. Ông hiện là Ủy viên dự khuyết Ban Chấp hành Trung ương Đảng Cộng sản Việt Nam khóa XIII, Phó Bí thư thường trực Tỉnh ủy Cà Mau, Chủ tịch Ủy ban Mặt trận Tổ quốc Việt Nam Tỉnh Cà Mau
Ông nguyên là Phó Bí thư Thường trực Tỉnh ủy Bạc Liêu, Phó Bí thư Tỉnh ủy Cà Mau, Chủ tịch Ủy ban nhân dân tỉnh Cà Mau, Phó Bí thư Thường trực Tỉnh ủy Cà Mau; Chủ nhiệm Ủy ban Kiểm tra Tỉnh ủy Cà Mau; Thường vụ Tỉnh ủy, Giám đốc Sở Kế hoạch và Đầu tư tỉnh Cà Mau; Bí thư Huyện ủy huyện Cái Nước; Giám đốc Sở Giao thông vận tải tỉnh Cà Mau.
Huỳnh Quốc Việt là Đảng viên Đảng Cộng sản Việt Nam, học vị Kỹ sư Xây dựng Kỹ thuật công trình, Thạc sĩ Xây dựng cầu hầm, Cao cấp lý luận chính trị.

## Xuất thân và giáo dục
Huỳnh Quốc Việt sinh ngày 25 tháng 9 năm 1976 tại Phường 6, thành phố Cà Mau, tỉnh Minh Hải (nay là tỉnh Cà Mau), nguyên quán tại xã Tân Thành (nay là phường Tân Thành), thành phố Cà Mau. Ông lớn lên và theo học phổ thông tại quê nhà. Sau khi tốt nghiệp phổ thông 12/12, ông tới Thành phố Hồ Chí Minh theo học đại học, ngành xây dựng, tốt nghiệp Kỹ sư Xây dựng chuyên ngành Kỹ thuật công trình vào năm 1998, đồng thời thông thạo tiếng Anh. Tháng 5 năm 2013, ông tới thủ đô Hà Nội, theo học cao học ngành Kỹ thuật Xây dựng công trình Giao thông tại Trường Đại học Xây dựng Hà Nội, nhận bằng Thạc sĩ chuyên ngành Xây dựng cầu hầm năm 2015.
Ngày 2 tháng 4 năm 2003, ông được kết nạp Đảng Cộng sản Việt Nam, trở thành đảng viên chính thức vào ngày 2 tháng 4 năm 2004. Trong quá trình hoạt động Đảng và Nhà nước, ông theo học các khóa tại Học viện Chính trị Quốc gia Hồ Chí Minh, nhận bằng Cao cấp lý luận chính trị. Nay, ông thường trú tại số 179 đường Lý Thường Kiệt, khóm 7, Phường 6, thành phố Cà Mau, tỉnh Cà Mau.

## Sự nghiệp

### Các giai đoạn
Tháng 2 năm 1998, sau khi tốt nghiệp đại học, Huỳnh Quốc Việt trở về quê nhà Cà Mau, được tuyển dụng vào vị trí cán bộ Đội Khảo sát, thiết kế công trình giao thông thuộc Ban Quản lý Dự án công trình giao thông tỉnh Cà Mau. Tháng 12 năm 2002, ông là Phó Trưởng phòng Giao thông kỹ thuật, Sở Giao thông vận tải tỉnh Cà Mau, đồng thời là Đảng ủy viên, Bí thư Chi đoàn cơ sở, Đoàn thanh niên Sở Giao thông vận tải. Ông được thăng chức làm Trưởng phòng Giao thông kỹ thuật vào tháng 12 năm 2006. Sau đó, tháng 6 năm 2007, ông được bổ nhiệm làm Phó Giám đốc Sở Giao thông vận tải tỉnh Cà Mau khi 31 tuổi. Tháng 9 năm 2010, tại Đại hội đại biểu Đảng bộ tỉnh Cà Mau lần thứ XIV, ông được bầu làm Ủy viên Ban Chấp hành Đảng bộ tỉnh. Sau đó, ông được Ban Thưởng vụ Tỉnh ủy phân công làm Bí thư Đảng ủy Sở Giao thông vận tải, được bổ nhiệm làm Giám đốc Sở Giao thông vận tải tỉnh Cà Mau.
Ngày 14 tháng 2 năm 2014, Tỉnh ủy Cà Mau điều động ông về huyện Cái Nước, tham gia Ban Chấp hành, Ban Thường vụ Huyện ủy, giữ chức Bí thư Huyện ủy huyện Cái Nước. Ngày 24 tháng 9 năm 2015, tại Đại hội đại biểu Đảng bộ tỉnh Cà Mau lần thứ XV, ông tái đắc cử vị trí Tỉnh ủy viên, được bầu vào Ban Thường vụ Tỉnh ủy Cà Mau, kiêm nhiệm Bí thư Huyên ủy huyện Cái Nước. Ngày 21 tháng 5 năm 2018, ông được điều về làm Bí thư Đảng ủy, Giám đốc Sở Kế hoạch và Đầu tư tỉnh Cà Mau. Ngày 16 tháng 3 năm 2020, tại kỳ họp bất thường của Tỉnh ủy, ông được bầu làm Chủ nhiệm Ủy ban Kiểm tra Tỉnh ủy Cà Mau.

### Chủ tịch Cà Mau
Tháng 10 năm 2020, tại Đại hội đại biểu Đảng bộ tỉnh Cà Mau lần thứ XVI, Huỳnh Quốc Việt tái đắc cử Thường vụ Tỉnh ủy, đồng thời là Phó Bí thư Thường trực Tỉnh ủy Cà Mau. Ngày 30 tháng 1 năm 2021, tại Đại hội Đại biểu toàn quốc Đảng Cộng sản Việt Nam khóa XIII, ông được bầu làm Ủy viên dự khuyết Ban Chấp hành Trung ương Đảng Cộng sản Việt Nam khoá XIII. Tháng 4 năm 2021, trong kỳ bầu cử địa phương, ông được bầu làm Đại biểu Hội đồng nhân dân tỉnh Cà Mau khóa 2021 – 2026. Ngày 2 tháng 7 năm 2021, Hội đồng nhân dân tỉnh Cà Mau khóa X đã tổ chức kỳ họp thứ nhất với nội dung kiện toàn các chức danh chủ chốt của Hội đồng nhân dân và Ủy ban nhân dân tỉnh. Với tỷ lệ phiếu 51/51 (100%), Huỳnh Quốc Việt được nhất trí bầu làm Chủ tịch Ủy ban nhân dân tỉnh Cà Mau khi 45 tuổi. Ngày 28 tháng 7 năm 2021, Thủ tướng Phạm Minh Chính đã phê chuẩn vị trí chủ tịch tỉnh của ông.
Với vị trí này, Huỳnh Quốc Việt phụ trách chung, lãnh đạo và điều hành toàn bộ công việc của Ủy ban nhân dân tỉnh; trực tiếp phụ trách các lĩnh vực tổ chức cán bộ, nội chính, đối ngoại, quy hoạch, kế hoạch kinh tế – xã hội, cải cách hành chính, đầu tư xây dựng chung của tỉnh, phát triển kết cấu hạ tầng giao thông; trực tiếp phụ trách các cơ quan, đơn vị là Sở Kế hoạch và Đầu tư, Sở Nội vụ, Công an tỉnh, Bộ Chỉ huy Quân sự tỉnh, Bộ Chỉ huy Bộ đội Biên phòng tỉnh, Ban Quản lý dự án xây dựng công trình giao thông.

### Phó Bí thư Tỉnh ủy Bạc Liêu
Ngày 12 tháng 7 năm 2024, Tỉnh ủy Bạc Liêu tổ chức Hội nghị triển khai quyết định của Bộ Chính trị về việc điều động, chỉ định nhân sự Phó Bí thư Tỉnh ủy. Tại hội nghị, Phó Trưởng Ban thường trực Ban Tổ chức Trung ương - Mai Văn Chính đã triển khai Quyết định của Bộ Chính trị về việc điều động, chỉ định ông Huỳnh Quốc Việt, Ủy viên dự khuyết Trung ương Đảng, Phó Bí thư Tỉnh ủy, Chủ tịch UBND tỉnh Cà Mau tham gia Ban Chấp hành, Ban Thường vụ Tỉnh ủy và giữ chức Phó Bí thư Tỉnh ủy Bạc Liêu, nhiệm kỳ 2020 - 2025.

## Khen thưởng
Trong sự nghiệp, Huỳnh Quốc Việt được trao một số giải thưởng như:
- Chiến sĩ thi đua cấp tỉnh năm 2007, 2009, 2019;
- Bằng khen của Thủ tướng Chính phủ Nguyễn Tấn Dũng năm 2013;